# Timacum Minus
Timacum Minus (други називи: Равна, Кулине, Градиште) је археолошки локалитет који се налази поред насеља Равна, 8 км северно од Књажевца у Зајечарском округу, на обали Белог Тимока. Равна је најстарије војно утврђење у тимочкој области, које се датира у период између I и VI века.

## Историјат ископавања
Прва археолошка истраживања вршена су између 1899. и 1902. године под вођством Антуна фон Премерштајна из Аустријског археолошког института и Николе Вулића професора Београдског универзитета.
Савремена ископавања почела су 1975. године под покровитељством Археолошког института из Београда и Завичајног музеја из Књажевца.
Систематским истраживањима утврђено је постојање тврђаве, насеља са термама и некропола, на брегу Света Тројица налазило се утврђење са храмом посвећеном „Трачком коњанику“.

## Утврђење
је био административно средиште рударског региона, чија је основна делатност била прерада бакарне руде. На челу овог региона (лат. territorium) налазили су се намесник провинције и заповедник легије. Најстарије утврђење датира из средине 1. века, када је овде била смештена римска кохорта лат. cohorts I Thracum Syriaca, под заповедништвом Вецилија Модеста, коју око 169. године смењује лат. cohors II Aurelia Dardanorum.
Кастел је четвороугаоног облика и обухвата површину од око 2 хектара. 
Најстарије утврђење, настало средином или крајем I века, окружено ровом, чинили су земљани бедеми са дрвеним кулама на угловима и палисадом.
У другој фази, на почетку II века, изграђено је камено утврђење правоугаоног облика са заобљеним угловима и унутрашњим квадратним кулама.лат. (Porta principalissinistra, капија, налазила се на средини западног бедема, а на северу је био други улаз, мањих димензија.
У наредној фази изградње, која се везује за период првих готских упада на територију Горње Мезије у последњој трећини III века, подигнуто је укупно 13 квадратних кула дефанзивног карактера (делимично су избачене ван линије бедема), од квадера пешчара и кречњака. У изградњи кула су коришћени и секундарно употребљени жртвеници и надгробни споменици. У овој фази су обновљене западна и јужна капија. Јужна капија, која је откривена током ископавања 1993-1995. године, представља најбоље очуван и истражен део фортификације ове фазе изградње.
Утврђење је последњи пут обновљено у IV веку, када су са спољне стране бедема дозидане велике правоугаоне куле од наизменичних редова камена и опеке. Бедем је ојачан, тако да је његова дебљина износила 3 m. Великим кулама су затворене западна и јужна капија. Ово утрђење је страдало у пожару, највероватније током хунске најезде 441. године. Након овог разарања кастел није обнављан.
У унутрашњости утврђења налазиле су се различите грађевине, попут хореума, принципије и др.
Јужно од војног утврђења, дуж пута који је од Наиса водио у утврђење, развило се цивилно насеље. На обали Тимока откривене су терме.
Откривене су и некрополе, на брегу Слог са 140 гробова, истражених током заштитних ископавања у периоду од 1994. до 1996. године. Од налаза пронађени су накит, керамичке и стаклене посуде, новац, оруђе, оружје и др.
Археолошки материјал са овог локалитета већим делом је смештен у Завичајном музеју Књажевац као и у архео етно-парку у чијем склопу је формиран лапидаријум.